# YG Entertainment
YG Entertainment (hangul: 와이지엔터테인먼트) är ett sydkoreanskt skivbolag och en talangagentur bildad år 1996 av Yang Hyun-suk. YG är ett av de tre största skivbolagen i Sydkorea tillsammans med JYP och SM. Artister kontrakterade till YG går under det gemensamma namnet YG Family.
Aktiva idolgrupper under YG inkluderar Big Bang, Black Pink, iKON och Winner. Bolaget har tidigare varit hem för bland andra 1TYM och 2NE1. Aktiva soloartister inkluderar G-Dragon och Lee Hi
PSY lämnade YG Entertainment 15 maj 2018 efter att ha varit under företaget i åtta år.

## YG Family

### Nuvarande artister
| Namn                     | Beskrivning           |
| ------------------------ | --------------------- |
| Akdong Musician          | 2 medlemmar mixgrupp  |
| Big Bang                 | 5 medlemmar pojkband  |
| BLACKPINK                | 4 medlemmar tjejgrupp |
| Bobby (iKON)             | Manlig solo           |
| CL                       | Kvinnlig solo         |
| Jennie Kim (BLACKPINK)   | Kvinnlig solo         |
| Rosé (BLACKPINK)         | Kvinnlig solo         |
| Daesung (Big Bang)       | Manlig solo           |
| Epik High                | 3 medlemmar pojkband  |
| G-Dragon (Big Bang)      | Manlig solo           |
| GD & TOP                 | Undergrupp (Big Bang) |
| GD X Taeyang             | Undergrupp (Big Bang) |
| Hi Suhyun                | 2 medlemmar tjejgrupp |
| Hyukoh                   | 4 medlemmar pojkband  |
| iKON                     | 7 medlemmar pojkband  |
| Jinusean                 | 2 medlemmar pojkband  |
| Kang Seung-yoon (Winner) | Manlig solo           |
| Lee Hi                   | Kvinnlig solo         |
| Mino (Winner)            | Manlig solo           |
| MOBB                     | 2 medlemmar pojkband  |
| Sandara Park             | Kvinnlig solo         |
| Sechs Kies               | 5 medlemmar pojkband  |
| Seungri (Big Bang)       | Manlig solo           |
| T.O.P (Big Bang)         | Manlig solo           |
| Tablo (Epik High)        | Manlig solo           |
| Taeyang (Big Bang)       | Manlig solo           |
| The Black Skirts         | Manlig solo           |
| Winner                   | 4 medlemmar pojkband  |
| Zion.T                   | Manlig solo           |

### Tidigare artister
| Namn                  | Beskrivning           | År        |
| --------------------- | --------------------- | --------- |
| 1TYM                  | 4 medlemmar pojkband  | 1998-2005 |
| 2NE1                  | 4 medlemmar tjejgrupp | 2009-2017 |
| Big Mama              | 4 medlemmar tjejgrupp | 2003-2007 |
| Gummy                 | Kvinnlig solo         | 2003-2013 |
| Lexy                  | Kvinnlig solo         | 2003-2007 |
| Masta Wu              | Manlig solo           | 2000-2016 |
| Minzy (2NE1)          | Gruppmedlem           | 2009-2016 |
| Nam Tae-hyun (Winner) | Gruppmedlem           | 2014-2016 |
| Park Bom (2NE1)       | Gruppmedlem, solo     | 2009-2016 |
| Se7en                 | Manlig solo           | 2003-2015 |
| Stony Skunk           | 2 medlemmar pojkband  | 2003-2010 |
| PSY                   | Manlig Solo           | 2010-2018 |
| Wheesung              | Manlig solo           | 2003-2006 |